# فرودگاه کاندن یواس‌اف‌اس
فرودگاه کاندن یواس‌اف‌اس (به انگلیسی: Condon USFS Airport) یک فرودگاه همگانی بهره‌برداری هوایی است که یک باند فرود چمن دارد و طول باند آن ۷۸۵ متر است. این فرودگاه در کشور ایالات متحده آمریکا قرار دارد و در ارتفاع ۱۱۲۳ متری از سطح دریا واقع شده‌است.